# Куркумбал (Новотор'яльський район)
Куркумба́л (рос. Куркумбал, марій. Курыкӱмбал) — присілок у складі Новотор'яльського району Марій Ел, Росія. Входить до складу Старотор'яльського сільського поселення.

## Населення
Населення — 20 осіб (2010; 16 у 2002).
Національний склад (станом на 2002 рік):
- марійці — 69 %